# Ярошенко Сергій Григорович
Сергі́й Григо́рович Яроше́нко (10 травня 1978, с. Лісове, Черкаська область, Українська РСР — 22 травня 2014, поблизу м. Рубіжне, Луганська область, Україна) — український військовослужбовець, сержант Збройних сил України. Учасник російсько-української війни.

## Життєпис
Сергій Ярошенко народився в селі Лісовому Тальнівського району на Черкащині. Закінчив 9 класів Тальнівської школи-інтернату, де його мама Віра Петрівна Лущевська працює в їдальні. З 1996 по 1997 рік проходив строкову службу у Збройних силах України. Їздив на заробітки до Польщі. З 2011 року разом з дружиною та дітьми проживав в селі Радовель Олевського району. Останні три роки працював на будівництвах та ремонтах у Києві. Брав участь у подіях Революції Гідності.
26 березня 2014 року призваний за частковою мобілізацією. Напередодні Сергій повернувся з Києва додому. Як розповіла його мати, військового квитка він приготував ще від початку окупації Криму російськими військами. Із Олевська мобілізованих військовослужбовців доправили до Новограда-Волинського, звідти вони відбули в Миколаїв, де прослужили зо два тижні. Видали каски 1947 року випуску, бронежилетів бракувало, бронетехніка весь час ламалася. Через 45 днів служби отримав відпустку, на два дні з'їздив додому, після чого вирушив на Луганщину.
Сержант, командир відділення гранатометного взводу механізованого батальйону 30-ї окремої механізованої бригади, в/ч А0409, м. Новоград-Волинський.
Завданням 30-ї ОМБр було посилення блокпостів на дорогах Луганської області. А згодом зі штабу надійшов наказ відрядити колону до Рубіжного, аби облаштувати там ще два блокпости. 22 травня 2014 року вночі, коли зайшли в Рубіжне, розділились: перша колона пішла в бік Лисичанська, а друга — в бік міста. Близько 4:40 ранку в районі мосту через Сіверський Донець між Рубіжним та Новодружеськом перша колона потрапила у засідку та була обстріляна нападниками з гранатометів і стрілецької зброї, також діяли снайпери. Українські військовослужбовці вступили у бій. Друга колона на чолі з начальником штабу повернулась, щоб допомогти побратимам. У бою з терористами від кульового поранення голови загинув сержант Сергій Ярошенко, був поранений старший лейтенант Ярослав Миронов.
Того ж дня близько 19:00 озброєними терористами був обстріляний блокпост за 2 км від міста Рубіжне. В бою загинув товариш і земляк Сергія Олександр Ковальчук.
Тіло Сергія привезли додому через три доби — якийсь час сепаратисти блокували місцеву лікарню в Рубіжному. 25 травня з ним прощались в Радовлі, 26 травня у Тальному провели в останню путь. Працівники військкомату та самооборонівці несли на руках труну через пів міста від батьківської хати до церкви Петра і Павла, а після відспівування — на центральну площу Гетьманів, де відбувся траурний мітинг. Похований на міському кладовищі міста Тальне.
Вдома лишилися мати, вітчим, молодший брат, дружина Тетяна та двоє маленьких дітей — донька Олександра і син Ярослав.

## Нагороди
20 червня 2014 року — за особисту мужність і героїзм, виявлені у захисті державного суверенітету та територіальної цілісності України, вірність військовій присязі та незламність духу, відзначений — нагороджений орденом «За мужність» III ступеня (посмертно).